# ترنس پل
ترنس پل (انگلیسی: Terrence Paul؛ زادهٔ ۱۴ سپتامبر ۱۹۶۴) قایقران روئینگ اهل کانادا بود.